# Анна Юріївна
Анна Юріївна (*до 1157 — після 1205) — друга дружина великого князя київського Рюрика Ростиславича

## Життєпис
Походила з династії Рюриковичів, гілки Ізяславичів Турівських, дочка Юрія Ярославича, князя турівського, та дочки Всеволодка Давидовича, князя Городенського. Народилася десь в середині 1150-х років. У 1172 році вийшла заміж за овруцького князя Рюрика Ростиславича, який активно боровся за київський престол. Автор Київського літопису називає Анну «однодумицею» князя Рюрика, коли завдяки їхнім зусиллям була споруджена церква святих Апостолів у Білгороді, а також, вслід за похвалою набожності Рюрика, хвалить і його дружину: 
|  | Так само і христолюбива його княгиня, тезкою будучи Анні, родительці матері бога нашого, – а це ім’я і означає “благодать”, — ні про що ж інше не дбала, а тільки лиш про церковні потреби та про милість упослідженим, немічним і всім бідуючим |

.
Літопис порівнює княгиню зі святою праведною Анною, матір'ю Діви Марії, що є одним із найвищих виявів вшанування. Також Анна згадана з приводу народження її онучки Ізмарагд, дочки сина Ростислава і його дружини Верхуслави, яку Мстислав Удатний і тітка Передслава «взяли обоє до діда і до баби, Рюрика і Анни, і тоді виростили її в Києві на Горах».
У 1202 році була разом з мужем силоміць пострижена в одному з київських монастирів зятем Романом Мстиславичем. По загибелі Романа у 1205 року Рюрик покинув монастир і вернувся до політичної діяльності. Анна відмовилась від світського життя і залишилась у монастирі.

## Родина
Чоловік — Рюрик Ростиславич, великий князь Київський
Діти:
- Анастасія (?—після 1182) — дружина Гліба Святославича, князя Чернігівського
- Предслава (?—після 1204), дружина Романа Мстиславича
- Ярослава (7—1187) — дружина Святослава Ольговича, князя Рильського
- Ростислав (1172—1218) — князь торчеський (1190—1194, 1195—1198 рр.), білгородський (1195—1197 рр.), вишгородський (1198—1203, 1205—1207, 1208—1210 рр.) і великий князь київський (бл.02.1204 — 07.1205). 15 червня 1187 р.
- Всеслава (7—1199) — дружина Ярослава Глібовича, князя Рязанського
- Володимир 1187—1239) — князь переяславський (1206—1214 рр.), смоленський (1214—1219 рр.), овруцький (1219—1223, 1235—1239 рр.) і великий князь київський (16.06.1223 — бл.05.1235, бл. 07.1236 — бл. 02.1238 рр.).